# Wintershoven
Wintershoven est une section de la commune belge de Kortessem située en Région flamande dans la province de Limbourg. C'était une commune à part entière avant la fusion des communes de 1977.
Le village est situé à 10 kilomètres au nord-ouest de Tongres.

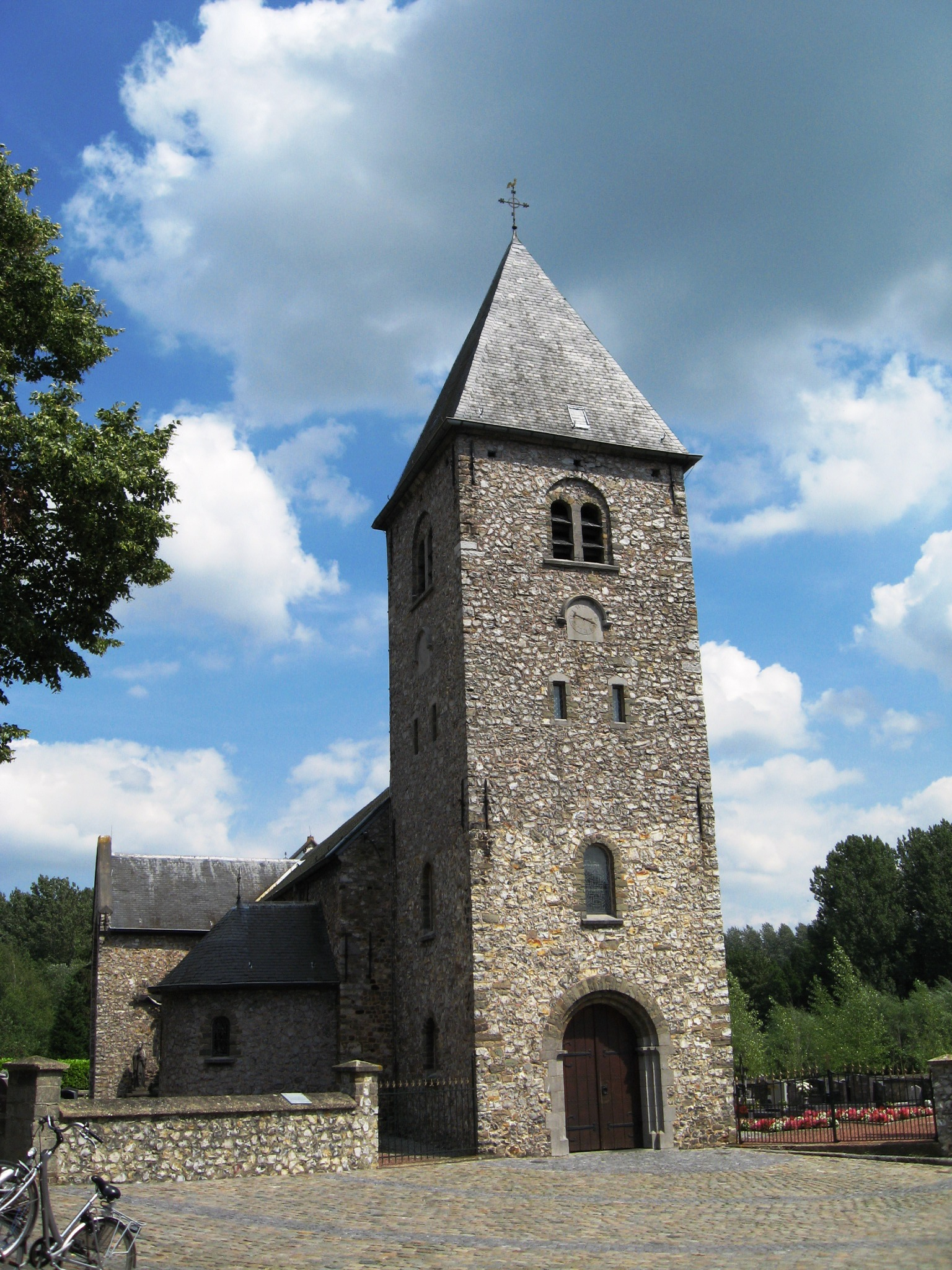
Église de Saint-Pierre-en-Chaînes.

## Évolution démographique
- Sources: INS, www.limburg.be et Commune de Kortessem

## Personnalités liées à Winterhoven
- Vinciane de Wintershoven, évangélisatrice du Limbourg (VIIe siècle).